# TSV Ofterdingen

Erinnerungsurkunde an ein legendäres Spiel

Der TSV Ofterdingen ist ein Sportverein im württembergischen Ofterdingen mit langer Fußballtradition.

## Geschichte
Der Verein wurde 1904 gegründet. Der größte Erfolg gelang den Fußballern 1982, als man Meister der Verbandsliga Württemberg wurde und in die Oberliga Baden-Württemberg aufstieg. Als Tabellensiebzehnter mit 21:51 Punkten und 57:79 Toren stieg der Verein bereits nach einer Spielzeit wieder aus der höchsten baden-württembergischen Fußballklasse ab.
Durch den Einzug ins Finale des WFV-Pokals 1984 qualifizierte man sich für die Teilnahme am DFB-Pokal 1984/85. Dabei unterlag man zu Hause den Amateuren des VfL Bochum mit 0:1. Bereits 1977 hatte der TSV Ofterdingen die erste Runde im DFB-Pokal erreicht. Im Stadion an der Kreuzeiche in Reutlingen unterlag der TSV vor 15.000 Zuschauern dem Hamburger SV, damals Europapokalsieger der Pokalsieger, mit 0:5 (0:1). Die Spieler des TSV hatten die Ehre, gegen Berühmtheiten wie Kevin Keegan, Rudi Kargus und Manni Kalz anzutreten und konnten zumindest in der 1. Halbzeit gut mithalten.
2008/09 spielte der TSV in der damals achtklassigen Bezirksliga Alb. In der Saison 2010/11 wurde der TSV Ofterdingen Meister der Bezirksliga und stieg in die Landesliga auf, die er allerdings nur eine Spielzeit halten konnte. In der Bezirksliga feierte man 2017 die Meisterschaft, verbunden mit dem Aufstieg in die Landesliga.

## Erfolge
- Meister der Verbandsliga Württemberg: 1982
- Meister der Bezirksliga Alb: 2011, 2017
- Finalist WFV-Pokal: 1984

## Spielstätte
Der TSV Ofterdingen trägt seine Heimspiele im 3500 Zuschauer fassenden Steinlach-Stadion aus.

## Ligazugehörigkeit und Abschneiden
| Spielzeit | Liga                              | Platz               |
| --------- | --------------------------------- | ------------------- |
| 2000/01   | Verbandsliga Württemberg          | 13.                 |
| 2001/02   | Verbandsliga Württemberg          | ▼ 13.               |
| 2002/03   | Landesliga Württemberg, Staffel 3 | ▲ 01.               |
| 2003/04   | Verbandsliga Württemberg          | ▼ 15.               |
| 2004/05   | Landesliga Württemberg, Staffel 3 | ▼ 13.               |
| 2005/06   | Bezirksliga Alb                   | ▲ 01.               |
| 2006/07   | Landesliga Württemberg, Staffel 3 | ▼ 12.               |
| 2007/08   | Bezirksliga Alb                   | 04.                 |
| 2008/09   | Bezirksliga Alb                   | 07.                 |
| 2009/10   | Bezirksliga Alb                   | 04.                 |
| 2010/11   | Bezirksliga Alb                   | ▲ 01.               |
| 2011/12   | Landesliga Württemberg, Staffel 3 | ▼ 12.               |
| 2012/13   | Bezirksliga Alb                   | 10.                 |
| 2013/14   | Bezirksliga Alb                   | 12.                 |
| 2014/15   | Bezirksliga Alb                   | 11.                 |
| 2015/16   | Bezirksliga Alb                   | 07.                 |
| 2016/17   | Bezirksliga Alb                   | ▲ 01.               |
| 2017/18   | Landesliga Württemberg, Staffel 3 | 09.                 |
| 2018/19   | Landesliga Württemberg, Staffel 3 | ▼ 14.               |
| 2019/20   | Bezirksliga Alb                   | 16. (Saisonabbruch) |
| 2020/21   | Bezirksliga Alb                   | 04. (Saisonabbruch) |
| 2021/22   | Bezirksliga Alb                   | ▲ 02.               |
| 2022/23   | Landesliga Württemberg, Staffel 3 | 05.                 |
| 2023/24   | Landesliga Württemberg, Staffel 3 | ▼ 16.               |
| 2024/25   | Bezirksliga Alb                   | 12.                 |

## Weitere Sparten
Der TSV Ofterdingen 1904 e. V. wurde als Turn- und Sportverein gegründet. Die alte Turnhalle ist heute noch Teil des Sportgeländes an der Steinlach. In den 1970er Jahren sind dort auch Tennisplätze entstanden. Aktuell wird – neben Fußball – in den folgenden Abteilungen ein Sportprogramm angeboten:
- Turnen
- Tennis
- Volleyball
- Run & Walk
- Tischtennis
- Tanzsport
- Yoga
- Jedermannsport